# О’Нил, Райан
Ра́йан О’Нил (англ. Ryan O'Neal; 20 апреля 1941[…], Лос-Анджелес, Калифорния, США — 8 декабря 2023, Санта-Моника, Калифорния, США) — американский актёр, известный по главным ролям в фильмах «Бумажная луна» и «Барри Линдон».

## Биография
Райан О’Нил — старший сын начинающего тогда сценариста Чарльза О’Нила и актрисы Патрисии О’Каллаган. Его дедушка был ирландец, а бабушка — еврейка. По этой причине детство Райана прошло в особенной среде, ему приходилось жить в разных странах. Так, часть детства будущего актёра прошла в Германии.
Юные годы актёр провёл в путешествиях: работал спасателем, занимался боксом. Два раза (в 1956 и 1957 годах) выиграл звание чемпиона Лос-Анджелеса. С конца 1950-х годов снимался в телесериалах как дублёр, затем на незначительных ролях, пока не получил более заметную — в сериале «Империя» (1962—1963).
Первой женой актёра стала актриса Джоанна Мур. Их брак продлился четыре года (1963—1967). В 1963 году у них родилась дочь Татум О’Нил, которая в возрасте 10 лет станет самой юной обладательницей премии «Оскар» в истории. В 1964 году у пары родился сын Гриффин. В 1967 году Райан О’Нил и Джоанна Кук Мур развелись. Сразу после развода, в том же году, Райан женился на актрисе Ли Тейлор-Янг. В этом браке у него родился сын Патрик, а позже ещё один — Редмонд, от внебрачной связи с актрисой Фэррой Фосетт. Брак с Ли Тейлор-Янг продлился шесть лет, до 1973 года.
В 1964—1969 годах снимался в телесериале «Пейтон-Плейс», а мелодрама «История любви» принесла О’Нилу широкую известность и номинацию на премию «Оскар». В фильмах «Бумажная луна» (1973), «Торговцы грёзами» (1976) О’Нил сыграл вместе с дочерью Татум.
Одновременно актёр стремился разнообразить собственное амплуа, снявшись в Великобритании в исторической драме «Барри Линдон» (1975) и в военной эпопее «Мост слишком далеко» (1977), а вернувшись в США, сыграл в фильме «Водитель» (1978). В 1980—90-е годы О’Нил появлялся на экране реже: в мелодраме «Непримиримые противоречия» (1984), триллере «Крутые ребята не танцуют» (1987), романтической комедии «Шансы есть» (1989), криминальной комедии «Верность» (1996). Его карьера пошла на спад.
В 2001 году О’Нилу был поставлен диагноз хронический миелоидный лейкоз. В апреле 2012 года актёр сообщил, что у него диагностировали рак предстательной железы.
Райан О’Нил умер в больнице в Санта-Монике, Калифорния, 8 декабря 2023 года в возрасте 82 лет.

## Избранная фильмография
| Год       |    | Русское название            | Оригинальное название        | Роль                           |
| --------- | -- | --------------------------- | ---------------------------- | ------------------------------ |
| 1970      | ф  | Игры                        | The Games                    | Скотт Рейнольдс                |
| 1970      | ф  | История любви               | Love Story                   | Оливер Барретт IV              |
| 1971      | ф  | Дикие бродяги               | Wild Rovers                  | Фрэнк Пост                     |
| 1972      | ф  | В чём дело, док?            | What’s Up, Doc?              | Ховард Баннистер               |
| 1973      | ф  | Вор, который пришёл на обед | The Thief Who Came to Dinner | Уэбстер                        |
| 1973      | ф  | Бумажная луна               | Paper Moon                   | Мозес Прэй                     |
| 1975      | ф  | Барри Линдон                | Barry Lyndon                 | Редмонд Барри / Барри Линдон   |
| 1976      | ф  | Торговцы грёзами            | Nickelodeon                  | Лео Харриган                   |
| 1977      | ф  | Мост слишком далеко         | A Bridge Too Far             | бригадный генерал Джеймс Гэвин |
| 1978      | ф  | Водитель                    | The Driver                   | водитель                       |
| 1978      | ф  | История Оливера             | Oliver’s Story               | Оливер Барретт IV              |
| 1979      | ф  | Главное событие             | The Main Event               | Эдди Скэнлон                   |
| 1981      | ф  | Зелёный лёд                 | Green Ice                    | Джозеф Уайли                   |
| 1982      | ф  | Партнёры                    | Partners                     | сержант Бенсон                 |
| 1984      | ф  | Непримиримые противоречия   | Irreconcilable Differences   | Альберт Бродски                |
| 1985      | ф  | Букмекерская лихорадка      | Fever Pitch                  | Таггарт                        |
| 1987      | ф  | Крутые ребята не танцуют    | Tough Guys Don’t Dance       | Тим Мэдден                     |
| 1989      | ф  | Шансы есть                  | Chances Are                  | Филлип Трейн                   |
| 1996      | ф  | Верность                    | Faithful                     | Джек Коннор                    |
| 1998      | ф  | Гори, Голливуд, гори        | Burn Hollywood Burn          | Джеймс Эдмундс                 |
| 1998      | ф  | Нулевой эффект              | Zero Effect                  | Грегори Старк                  |
| 1999      | ф  | Скоро                       | Coming Soon                  | Дик                            |
| 2001      | тф | Эпоха                       | Epoch                        | Аллен Лайсандер                |
| 2002      | ф  | Нужные люди                 | People I Know                | Кэри Лаунер                    |
| 2003      | ф  | Разыскиваются в Малибу      | Malibu’s Most Wanted         | Билл Глюкман                   |
| 2003      | с  | Сваха                       | Miss Match                   | Джерри Фокс                    |
| 2005      | с  | Отчаянные домохозяйки       | Desperate Housewives         | Родни Скаво                    |
| 2006—2017 | с  | Кости                       | Bones                        | Макс Бреннан                   |
| 2010      | с  | 90210: Новое поколение      | 90210                        | Спенс Монтгомери               |
| 2015      | ф  | Рыцарь кубков               | Knight of Cups               | Райан                          |